# 蓝衣社
三民主義力行社，又称三民主义革命同志力行社，简称力行社，是中华民族复兴社的核心組織，以其別稱「蓝衣社」聞名一時。最早由一些黄埔军校学生組成，强调拥护蔣中正以建立其「在全国人心目中的至高权威和信仰中心」為目標，以蔣中正的“力行哲学”为基础，仿效法西斯主义。自1932年正式成立；到1938年因「发展到过于庞大，而失去其以暗配明的作用」及對日抗战的开始，該社於該年解散
蘆溝橋事變後，复兴社與中央俱樂部被納入停戰協定中，日本要求撤除所列舉的反日團體。
《世界法西斯百科全書》将中華復興社描述为具有「法西斯風格的」（英語：fascistic）極端民族主義團體，并写道其并非「法西斯的」（英語：fascist）:128團體。

## 历史
简称「力行社」的「三民主義力行社」是中国国民党内部组织，核心人物多毕业于黄埔军校，强调“一个主义、一个政党、一个领袖”去拥护蒋中正的个人崇拜，並建立蒋中正嫡系军官，進而建立蒋中正「在全国人心目中的至高权威和信仰中心」為目標。
1931年蔣中正把胡汉民、李济深、居正、方振武等异端监禁在汤山监狱，激起党内元老愤怒；4月底，中国国民党粤方四位监察院监察委员邓泽如、林森、萧佛成、古应芬以蒋非法扣留胡汉民为由，通电提出弹劾案，并例举蒋种种独裁事实。汪精卫、孙科在广州另立国民政府。入夏长江中下游与淮河发生特大洪水。九一八事变东北开始沦陷，各地大学生入京抗议示威不抵抗政策，包围国民党中央党部围困蔣中正，逼迫其立即抗日。蒋坚持攘外必先安内，第三次围剿江西中央苏区以失败告终。1931年12月15日，蔣中正被迫下野。蔣中正深感这个国民党指挥不动了，迫切需要一个可堪信任、听话而有力的组织作为工具，来帮他控制国民党、控制军队和国家。1931年夏季，从日本明治大学归国的萧赞育、滕杰拟定了一套计划，建议无声无息、极端秘密地以黄埔系为骨干，建立一个坚强的组织。中央党部军人部主任秘书曾扩情看过这份计划后，大为赞赏，约了十几位精心挑选的黄埔生聚餐商讨，相约每人发展一个黄埔同学。到第三次聚餐，已增至40多人，全是黄埔前六期同学。1932年1月获得蔣中正同意，在南京筹组“力行社”，强调拥护蔣中正以建立其“在全国人心目中的至高权威和信仰中心”为目标。1932年2月蔣中正复出，任国民政府军事委员会委员长。1932年2月25日开始在陵园连续三个晚上召集会议，蔣中正听取每个人的发言。2月28日早8时在南京市黄浦路励志社的一个客厅里开会，投票选举力行社主要干部，蔣中正向与会者出了两道题《论俾斯麦的铁血政策》《论述合作社之意义》，要求回去后选择一个题目写一篇文章，次日交卷。3月1日在同一时间同一地点继续开会，蔣中正根据票选结果、会议发言内容、所写文章以及平日表现，宣布周复、贺衷寒、酆悌、滕杰、康泽、桂永清、潘佑强、郑介民、邱开基共九人为中央干事，侯志明、赵范生、戴笠三人为候补中央干事。田载龙、萧赞育、李秉中三人为中央监事，干国勋为候补中央监事，田载龙为常务监事。社长为蒋中正，滕杰任书记。另有五人为监察委员会成员，周复为监察委员会书记。
通常说的力行社（复兴社）“十三太保”：贺衷寒、桂永清、萧赞育、滕杰、康泽、戴笠、郑介民、邓文仪、潘佑强、胡宗南、酆悌、曾扩情、杜心如等十三人（另说应去掉曾扩情、酆悌、戴笠，增加葛武綮、梁干乔、刘健群，以及周复），其中有八名是黄埔军校一期。十三太保中有八名是黄埔军校一期畢業生，近一半人是湖南人。
1930年代初，南京國民政府成立前，在蔣中正倡導下，中国国民党黨員成立的復興社、CC系（Central Club，即中央俱樂部）、中國文化學會和中國文化建設學會，打著民族主義的旗幟大量宣傳法西斯主義的代表人物、理論特徵，並以出版及學會活動，對德國、意大利的制度介紹，以做為拯救國家、完成統一、扺禦外侮的參考。法西斯主義宣傳利用人們昐望統一的心態在中間階層及青年學生中，產生影響。這些宣揚法西斯主義的蔣中正派系亦為南京國民政府特務體系的籌建者。

## 组织架构
力行社的外围组织有以黄埔军校学员为主的“革命军人同志会”以及以其他学校学员为主的“革命青年同志会”，此二者為承上啓下的決策執行層。次外围组织是“中華復興社”，爲領導群衆，直接執行決策的階層，在中華復興社之下，還設有一些外圍團體，譬如“民族運動委員會”、“中國童子軍勵進會”、“西南青年社”、“中國文化協會”和“忠義救國會”等。這些外圍團體實際構成了力行社的第四層。
力行社总社干事会下辖：
- 书记
  - 滕杰（1932.3-1933.1）
  - 贺衷寒（1933.1-1934.8）
  - 酆悌（1934.8-1935.10）
  - 刘健群（1935.10-1936.8）
  - 郑介民（1936.8-1937.9）
  - 康泽（1937.9-1938.4）
- 组织处 处长康泽/贺衷寒
- 训练（宣传）处 处长邓文仪/梁干乔
- 军事处 处长桂永清
- 特务处 处长戴笠、副处长郑介民
- 总务处 处长李一民/张辅邦

力行社在省级设分社、县级设支社、区级设小组。复兴社普通成员不知道有同志会。同志会普通成员不知有力行社。最多有成员50余万人。
力行社办了拔提书店、《中国日报》、《扫荡报》、《北方日报》、《南方日报》、《前途》月刊、《中国革命》等杂志，

## 蓝衣社名称来历
1931年間，劉健群為迎合蔣，寫了一本《改組國民黨的芻議》的小冊子，建議：“國民黨仿效義大利墨索里尼的褐衫黨的組織，一切惟領袖之命是從，其組成人員，以著藍衣為標誌”。1932年3月，蔣令賀衷寒、康澤等在南京成立力行社，劉的建議是起了促成作用的。非黃埔學生之被指定為核心幹部者，只劉健群一人。接著，任軍事委員會政訓處處長，主持全國軍隊政工，並且受命在南京創辦一個“政治訓練班”。該班招考高中程度以上學生1,000人左右受訓，以“一個黨、一個主義、一個領袖、一個敵人”為訓練的綱領，畢業後等於黃埔學生身份，一律吸收為復興社社員，備作軍隊政工的幹部。刘健群自作主张把自己那本主张成立“蓝衣社”的小册子在班上印发。此前，蔣中正和复兴社领导层看过他的小册子后，都不置可否。复兴社总社听说刘健群擅自散发小册子后，立即下令收回。但是，小册子的影响却在社会上扩散开来。
由於其曾經是国民政府军事委员会北平分会代理委員長何應欽的秘書，又為蔣中正賞識，而且又有充分的思想和人事的準備，1932年，蔣中正决定成立华北宣传总队，任命刘健群为总队长，宣传队配属到各军师，宣传蔣中正的主义。刘健群到北平后，又大量印发他的小册子。华北方面本来就风闻南京成立了一个秘密组织，但不知究竟。看到这本小册子后，纷传秘密组织就是蓝衣社，蓝衣社的头子就是刘健群。刘健群也乐得以此自我宣传，不作解释。南京复兴社总社知道后，再次下令收回小册子。但是，社会上的流言却收不回去了。华北的日本驻军风闻此事，认为蓝衣社是个反日组织，正式向中国当局提出交涉。日本通讯社也大加渲染，使得蓝衣社名声更大，传遍各地。后来有投靠日伪的军统特务写书以《蓝衣社内幕》为名，只不过附会传说，为了取悦读者的标题党行为罢了。

## 解散
蔣從西安事變脫險後，鉴于力行社在非常时擅自调动军队，似乎立刻想到要解散力行社，首先下令停刊該社主要機關報《中國日報》:574。接著很多位充任要職之力行社社員陸續被調職、監禁或派送出國:574。甚至下令研究如何終止力行社社務:574。該社終於在次年解散:574。
蘆溝橋事變後，蓝衣社與中央俱樂部被納入停戰協定中，日方要求撤除所列舉的反日團體。1938年3月29日，力行社、复兴社、青白社、陈诚的干诚社宣布结束，合组成立三民主義青年團:1，社員總數大約三百人左右:13。1938年6月初，复兴社在武昌开会宣布正式结束。
1940年，江蘇省政府設在淮陰，主席韓德勤，兼任魯蘇戰區司令長官；下轄國民革命軍第八十九軍，軍長李守維，為黃埔軍校第一期畢業生，該軍訓處主任李岐嗚，與秘書鄔玉田皆為昔日之復興社社員:530-531。

## 歷史學術詮譯爭議
1972年，美国伊利诺大学香槟分校历史系副教授易劳逸撰写〈国民党中国的法西斯主义：蓝衣社〉（"Fascism in Kuomintang China: The Blue Shirts"），發表於《中国季刊》春季号；力行社创始人之一邓文仪及国勋讀完「非常生气」，认为易劳逸「侮辱」国民革命运动，將力行社描述成法西斯组织是「莫须有的误谬」。
邓元忠（邓文仪之子，时任教於美国纽约马里斯特学院）經邓文仪劝说，撰写有关力行社著作，采访了五十六位力行社、复兴社成员及知情者口述及中国国民党中央委员会党史委员会档案资料，於1970年代台湾政治气氛下取得蔣中正默认才能顺利進行。1984年，邓元忠从美国回台任教授、出版《三民主义力行社史》；2000年，出版582页的修订版《国民党核心组织真相──力行社、复兴社暨所谓「蓝衣社」的演变与成长》。
邓元忠主張，力行社在民国史上的意义有三：
1. 力行社與蔣介石：力行社组成符合当时蔣中正统一国家的需要，以「一切策略应在公开与秘密的配合下进行」策略，强调拥护蔣中正成為「在全国人心目中的至高权威和信仰中心」；當「发展到过于庞大，而失去其以暗配明的作用」，於1938年被解散。
2. 力行社與国民党：1930年代，中国国民党「组织松懈，革命精神涣散」，力行社「刺激了国民党原来的组织，使其积极整顿，相互竞争」，故在蔣中正领导下，力行社「完成了有理想，有实力之护党救国的工作」。
3. 力行社與中国现代化过程：力行社负责並参与1930年代的重要运动，如安内攘外运动、国民经济建设运动、国民军训运动和新生活运动等，有助增强当时青年的国民意识，对国家处境的认识取得谅解。

易劳逸专门撰文介绍邓元忠的研究及出版為「台湾现已出版的有关国民党统治时期史学研究最客观的研究成果之一」，实为「30年代中国政治的非凡透视」；而台湾学界也认为该书为「五十年来有系统、据事实而撰写的唯一的一本《力行社史》」。
林語堂也曾替國民政府做过辯護，他認為政府對在重慶的外國記者所實施的新聞檢查，並不比美國政府對外国记者所實施的新聞檢查來得嚴重。因為現在是在戰爭當中，因恐這種批評美國的報導被敵國攔截而當作宣傳之用，有些事情是没辦法的。林语堂还指出，國民政府是家長式的，而非法西斯主義的。國民政府急切於引導人民的思想與行動，但並没有到對思想嚴格管制的程度，也不曾進行武力及恐怖統治。家長式政權統治底下人民的反應，是惱怒或者會心一笑；而極權統治下人民的反應，是耳語、暗自恐懼、驚嚇屈從，以及全民對政府歌功頌德。家長制政體還有救，極權政體則無藥可醫。想见真正的極權主義，则必须去延安。林语堂说，抗戰中若無强而有力的國民政府，而是如法國般較民主的鬆散政府，中国的作战能力可能早已因國内分裂而瓦解。

## 主要人物
- 軍統局头目戴笠
- 蓝衣社领袖贺衷寒
- 蓝衣社理论家刘健群
- 黄埔系将军胡宗南
- 蓝衣社曾任社长的酆悌